# 小行星3008
小行星3008（3008 Nojiri）是一颗围绕太阳公转的小行星。1938年11月17日，卡爾·威廉·萊茵姆特在海德堡发现了此天体。
該小行星以日本散文家、作家和天文學家野尻抱影命名。
这颗小行星的绝对星等为299.9363851671343等。